# اللواء 68 طيران (اليمن)
اللواء 68 طيران هو لواء طيران يمني، يتبع القوات الجوية والدفاع الجوي، يتمركز اللواء في قاعدة الحديدة الجوية بمحافظة الحديدة، ضمن عمليات المنطقة العسكرية الخامسة.